# Episodi di Shaun, vita da pecora (sesta stagione)
Questa voce contiene l'elenco degli episodi della sesta stagione della serie TV animata Shaun, vita da pecora. È uscita in tutto il mondo su Netflix il 16 e 17 marzo 2020, mentre in Italia è arrivata su Rai Yoyo dal 2 luglio dello stesso anno.
| n° (serie) | n° (stagione) | Titolo originale     | Titolo italiano       | Prima TV Gran Bretagna | Prima TV Italia |
| ---------- | ------------- | -------------------- | --------------------- | ---------------------- | --------------- |
| 151        | 1             | Baa-gherita          | Baa-gherita           | 16 marzo 2020          | 2 luglio 2020   |
| 152        | 2             | CSI Mossy            | Detective Shaun       | 16 marzo 2020          | 2 luglio 2020   |
| 153        | 3             | Box Fresh            | Come nuove            | 16 marzo 2020          | 2 luglio 2020   |
| 154        | 4             | Super Sheep          | Superpecora           | 16 marzo 2020          | 3 luglio 2020   |
| 155        | 5             | Tour de Mossy Bottom | Giro turistico        | 16 marzo 2020          | 3 luglio 2020   |
| 156        | 6             | Teddy Heist          | L'orsacchiotto rapito | 16 marzo 2020          | 3 luglio 2020   |
| 157        | 7             | #Farmstar            | #Superstar            | 16 marzo 2020          | 4 luglio 2020   |
| 158        | 8             | Squirrelled Away     | Ladro di noccioline   | 16 marzo 2020          | 4 luglio 2020   |
| 159        | 9             | Space Bitzer         | Bitzer nello spazio   | 16 marzo 2020          | 4 luglio 2020   |
| 160        | 10            | Get your Goat        | Corsa contro il tempo | 16 marzo 2020          | 5 luglio 2020   |
| 161        | 11            | Go Bitzer Go         | Forza Bitzer!         | 16 marzo 2020          | 5 luglio 2020   |
| 162        | 12            | Prize Porker         | Primo premio          | 16 marzo 2020          | 5 luglio 2020   |
| 163        | 13            | Pond Life            | Uno stagno da sogno   | 16 marzo 2020          | 6 luglio 2020   |
| 164        | 14            | Hot to Trotter       | Gara di ballo         | 16 marzo 2020          | 6 luglio 2020   |
| 165        | 15            | Room with a Ewe      | Fienile con vista     | 16 marzo 2020          | 6 luglio 2020   |
| 166        | 16            | Express Delivery     | Consegna rapida       | 16 marzo 2020          | 7 luglio 2020   |
| 167        | 17            | Sheep Sheep Goose    | La strada di casa     | 16 marzo 2020          | 7 luglio 2020   |
| 168        | 18            | Costume Drama        | Film in costume       | 16 marzo 2020          | 7 luglio 2020   |
| 169        | 19            | Farm Park            | Fattoria didattica    | 16 marzo 2020          | 8 luglio 2020   |
| 170        | 20            | Pumpkin Peril        | Ladro di Zucche       | 16 marzo 2020          | 8 luglio 2020   |